# Portrait officiel du président de la République française
Le portrait officiel du président de la République française est un portrait, le plus souvent photogaphique, que les présidents de la République française font réaliser d'eux-mêmes, généralement au début de leur mandat.

## Historique et utilisation
Il n'y a pas de portrait officiel du premier président de la République française (1848-1852), Louis-Napoléon Bonaparte.[réf. nécessaire] C'est un portrait réalisé par Jean-Adolphe Lafosse en 1848 qui est utilisé par le site internet officiel du palais de l'Élysée,.
C'est Adolphe Thiers, lors des débuts de la IIIe République, qui inaugure cette tradition d'un portrait au moyen de la photographie, qui n'est pas sans rappeler les portraits officiels des monarques de France, diffusés autrefois au sein et en dehors du royaume. Depuis, seul Jules Grévy choisira la peinture (exécutée par Léon Bonnat) plutôt que la photographie. Sous la IIIe République, il existe souvent plusieurs portraits officiels, généralement pris à la même occasion. Avant d'être diffusés, les tirages, réalisés en argentique, sont soumis à l'approbation du président.
Sous la Ve République, le portrait officiel du président de la République est affiché dans les bâtiments publics français, notamment les hôtels de ville. L'affichage du portrait du président dans les mairies est une tradition républicaine et n'est historiquement pas obligatoire ; en 2023, les députés votent un amendement le rendant obligatoire.

## Fiches techniques

### Troisième République

#### Adolphe Thiers(1871-1873)
- Auteur : Inconnu
- Lieu : Inconnu
- Genre : photographie verticale en noir et blanc

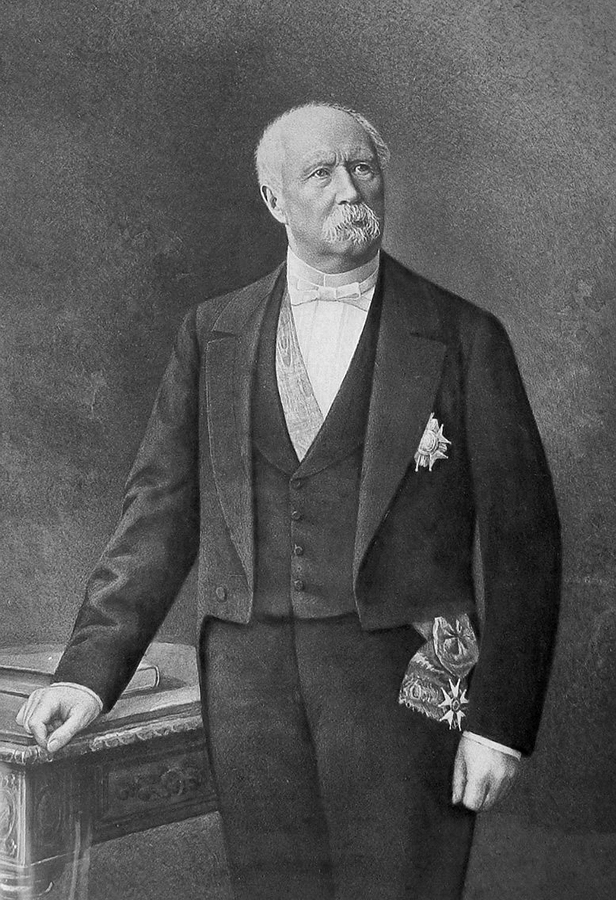
Portrait officiel de Patrice de Mac Mahon.

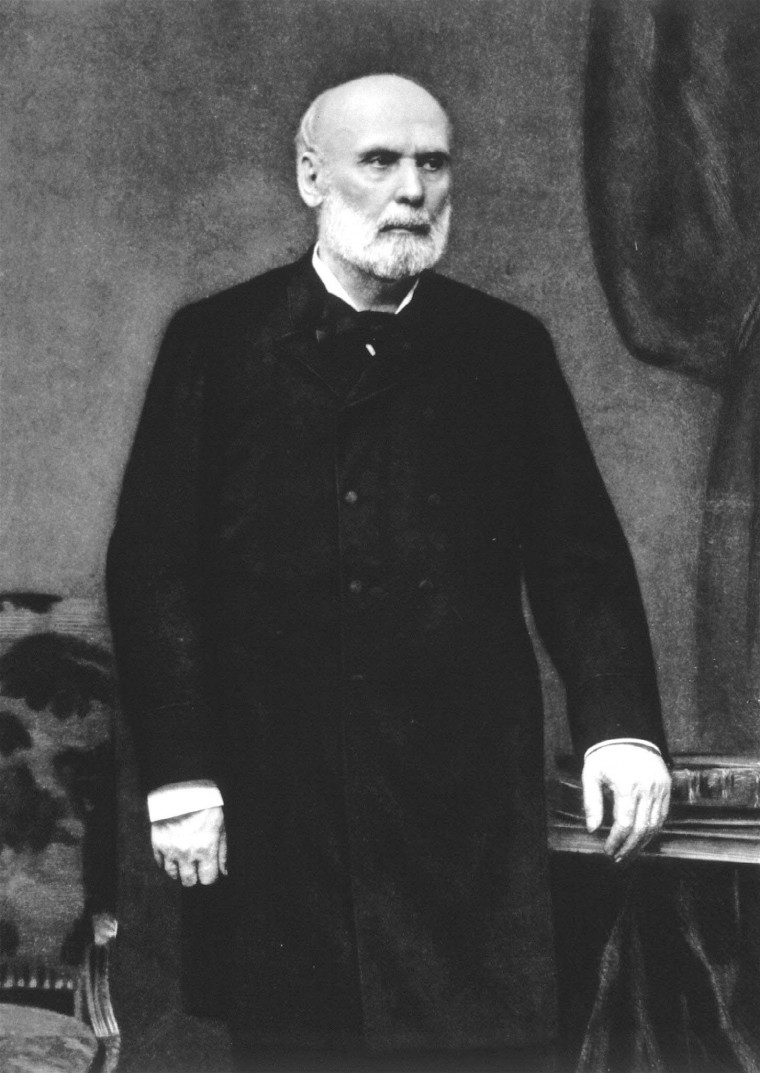
Portrait officiel de Jules Grévy.

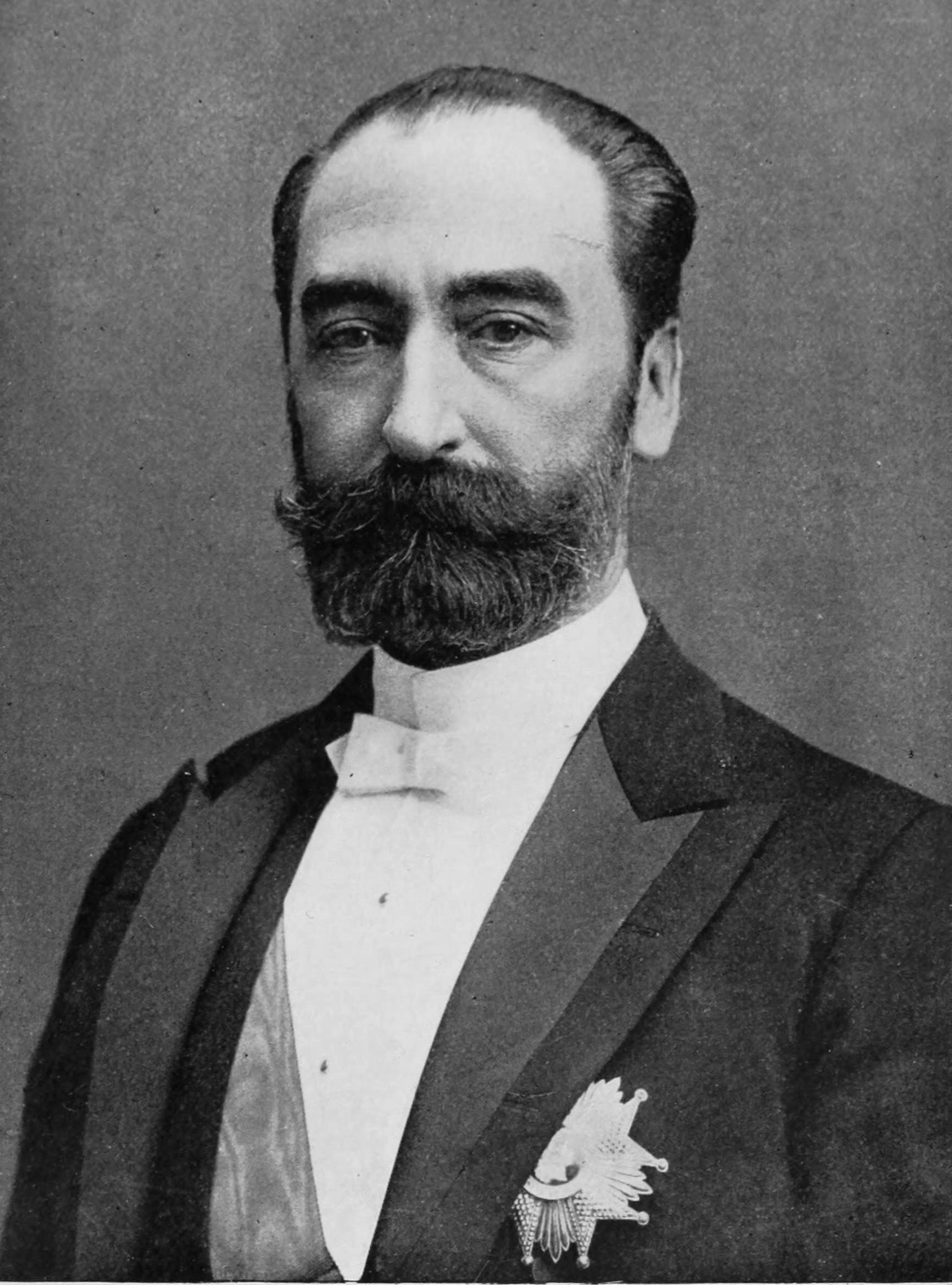
Portrait officiel de Sadi Carnot.

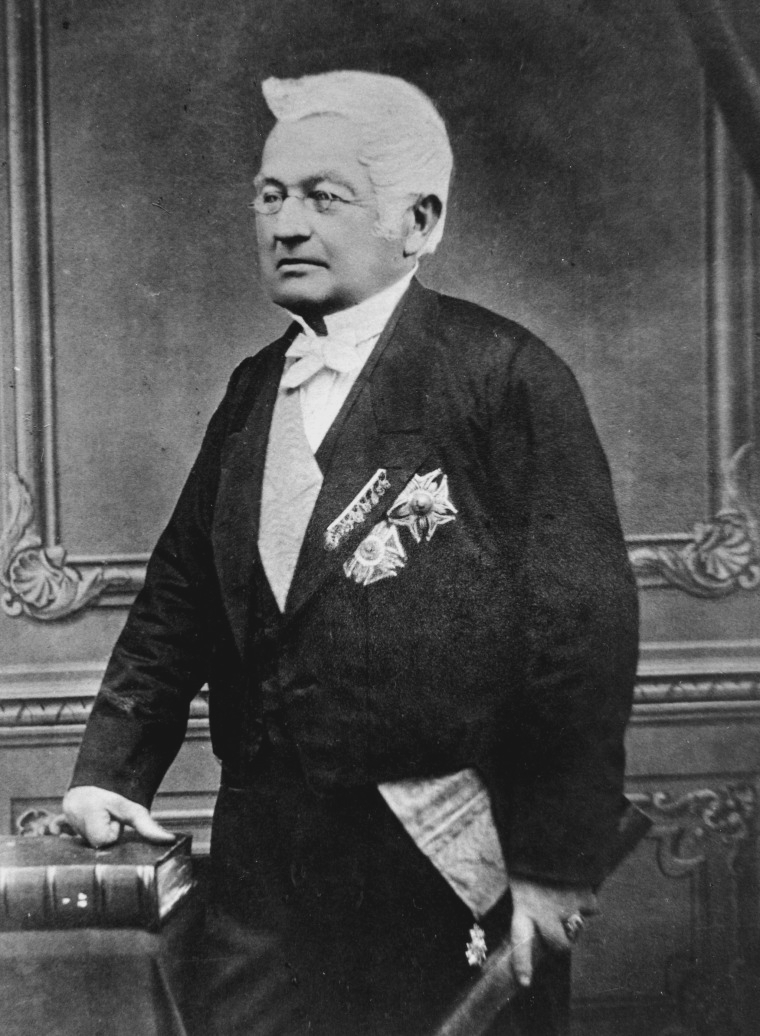
Portrait officiel d'Adolphe Thiers[a].

#### Armand Fallières

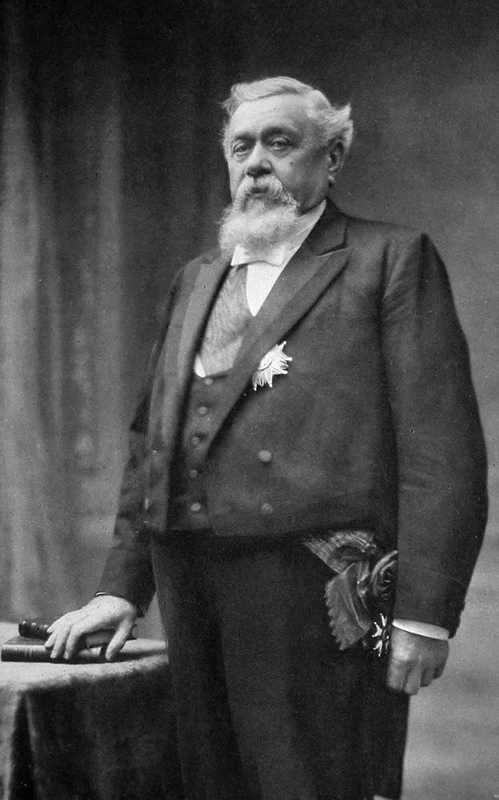
Portrait officiel d'Armand Fallières, debout.

#### Alexandre Millerand

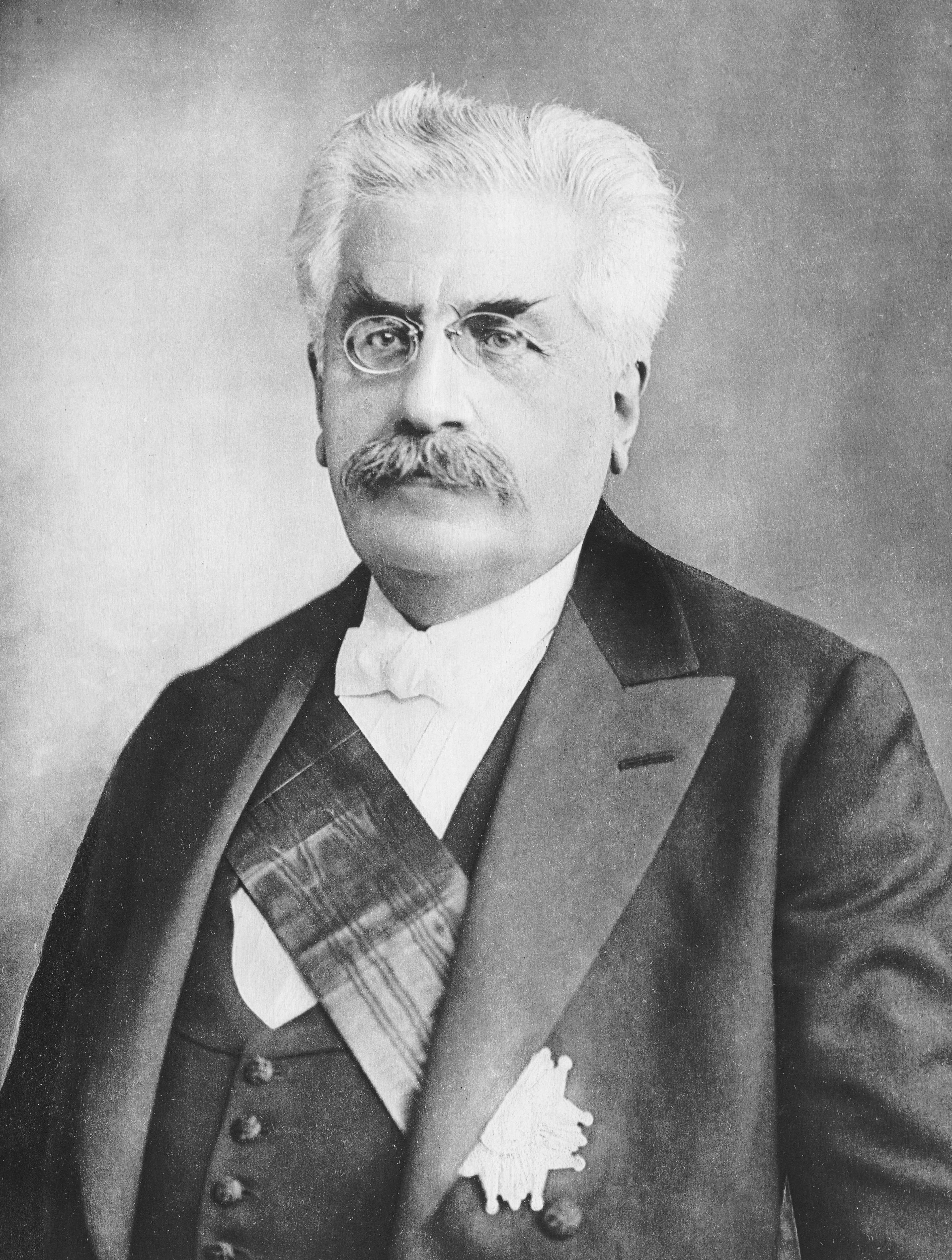
Portrait officiel d'Alexandre Millerand.

#### Albert Lebrun

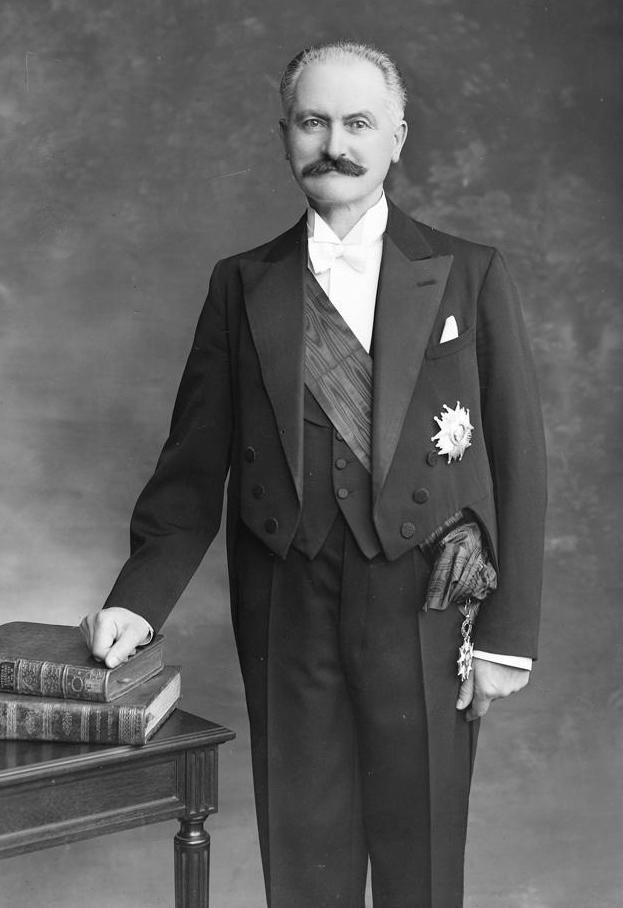
Portrait officiel d'Albert Lebrun.

#### Vincent Auriol

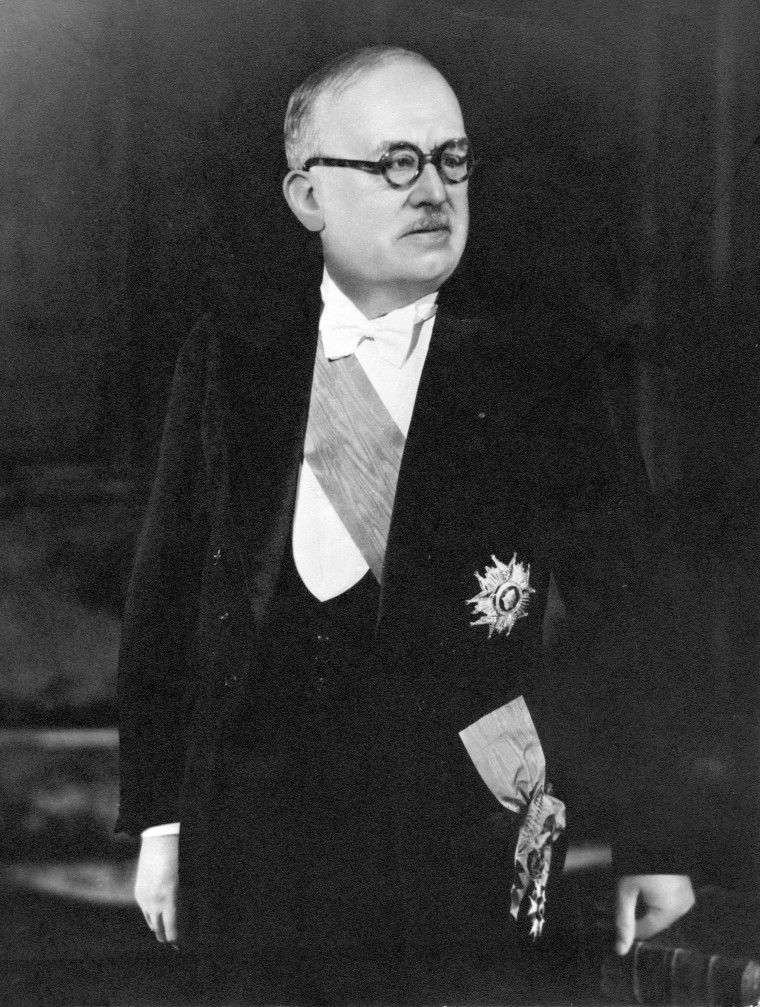
Portrait officiel de Vincent Auriol.

#### Patrice de Mac Mahon(1873-1879)
- Auteur : Inconnu
- Lieu : Inconnu
- Genre : photographie verticale en noir et blanc

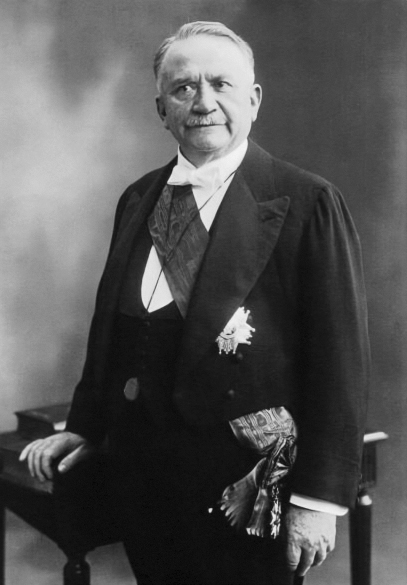
Portrait officiel de Patrice de Mac Mahon[b].

#### Jules Grévy(1879-1887)
- Auteur : Léon Bonnat
- Lieu : château de Versailles
- Genre : peinture verticale en couleurs

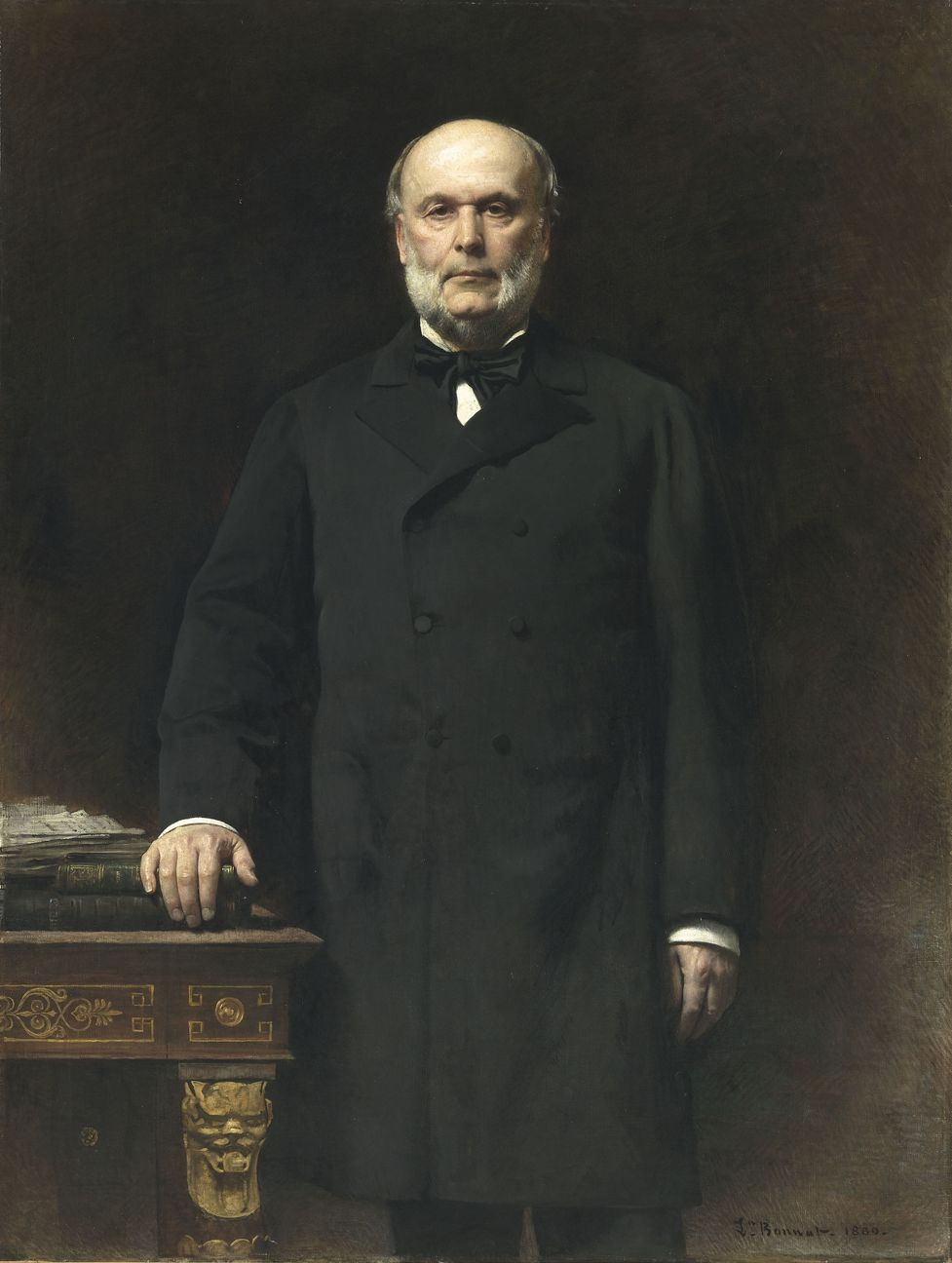
Portrait officiel de Jules Grévy[6].

Le tableau original est exposé au Salon des artistes français en 1880. En 1939, la famille Grévy en fait don à l'État, qui l'attribue au musée national du château de Versailles. En 1986, il est placé en dépôt au musée d'Orsay.
- Auteur : Inconnu
- Lieu : Inconnu
- Genre : photographie verticale en noir et blanc

- Portrait officiel de Jules Grévy[c].

#### Sadi Carnot(1887-1894)
- Auteur : Pierre Petit
- Lieu : Inconnu
- Genre : photographie verticale en noir et blanc

- Portrait officiel de Sadi Carnot[d].

- Auteur : Inconnu
- Lieu : Inconnu
- Genre : photographie verticale en noir et blanc

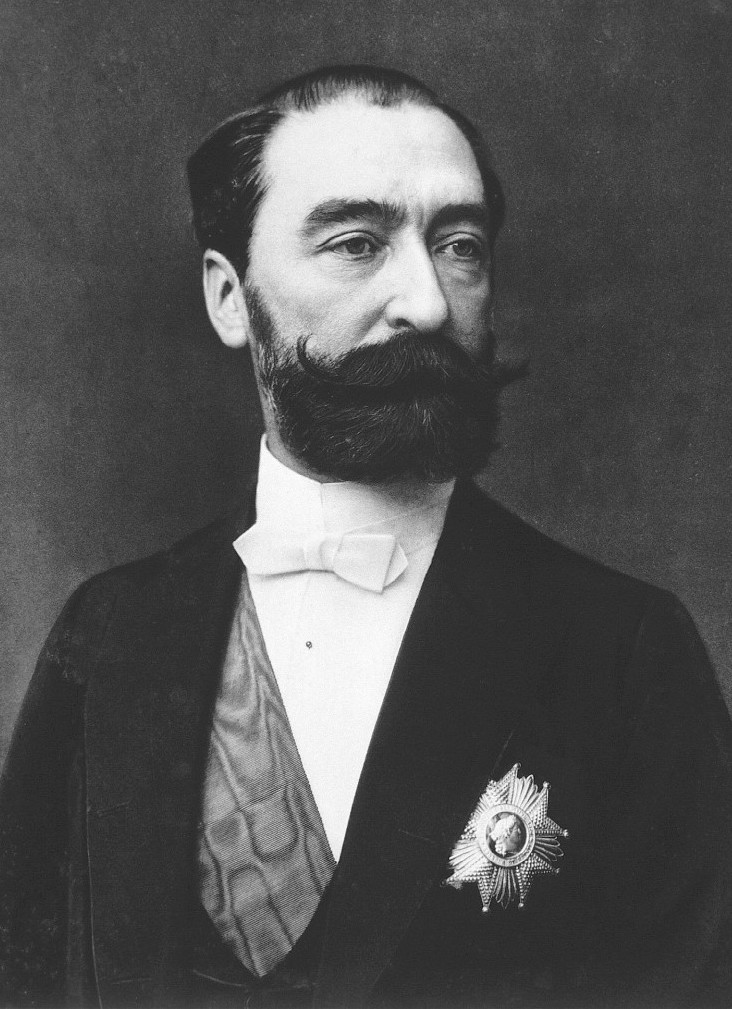
Portrait officiel de Sadi Carnot.

#### Jean Casimir-Perier(1894-1895)
- Auteur : Nadar
- Lieu :
- Genre : photographie verticale en noir et blanc
- Description :
- Note : il existe un autre portrait officiel
  - Lien externe : Portrait officiel de Jean Casimir-Perier

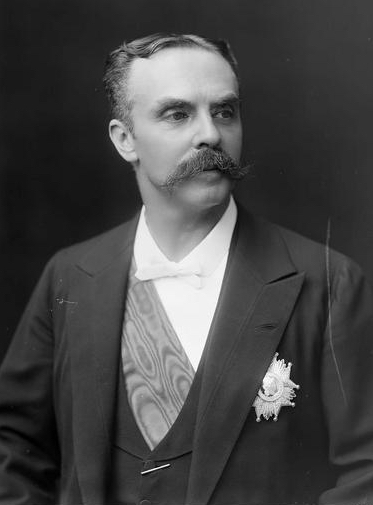
Portrait officiel de Jean Casimir-Perier.
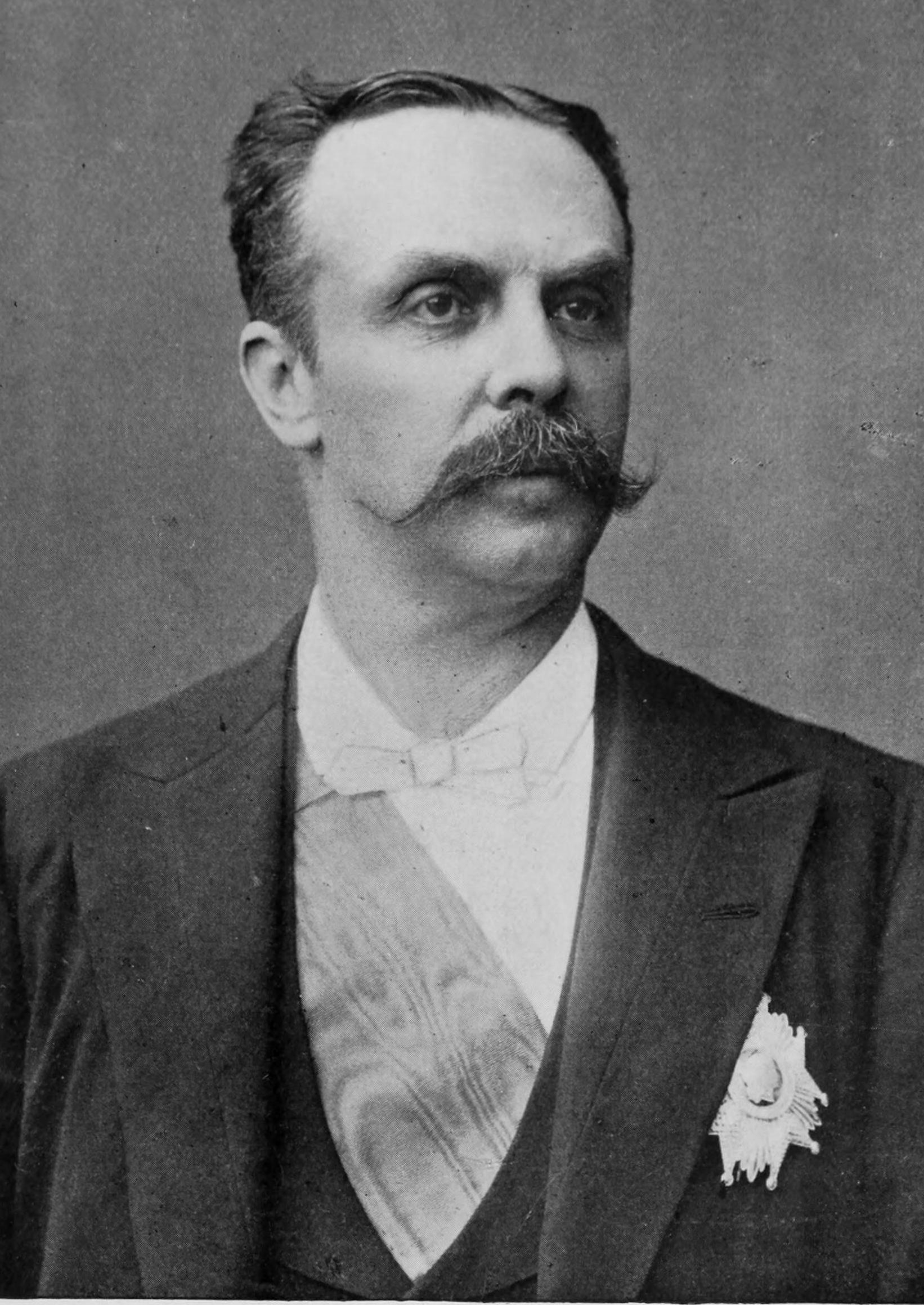
Portrait officiel de Jean Casimir-Perier[e].
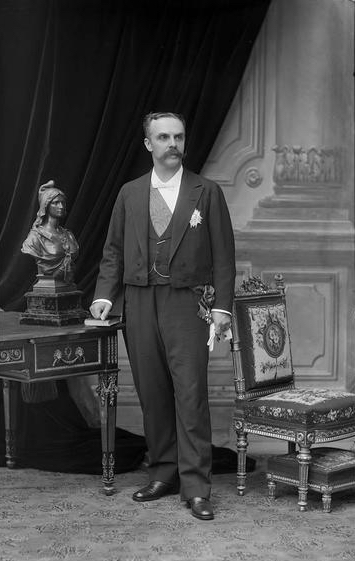
Portrait officiel de Jean Casimir-Perier.

#### Félix Faure

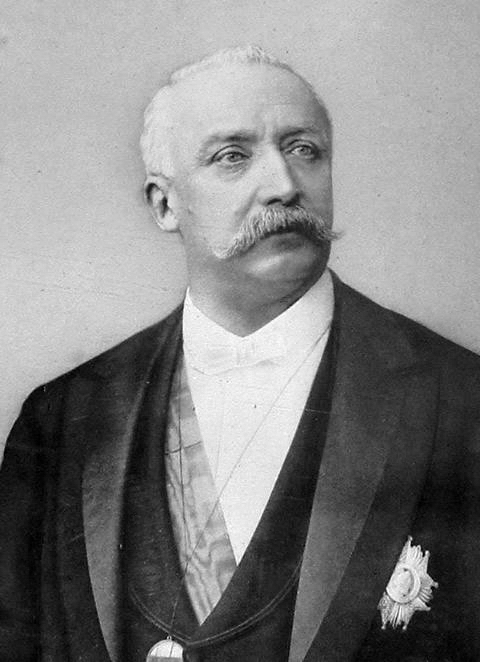
Portrait officiel de Félix Faure.

#### Émile Loubet

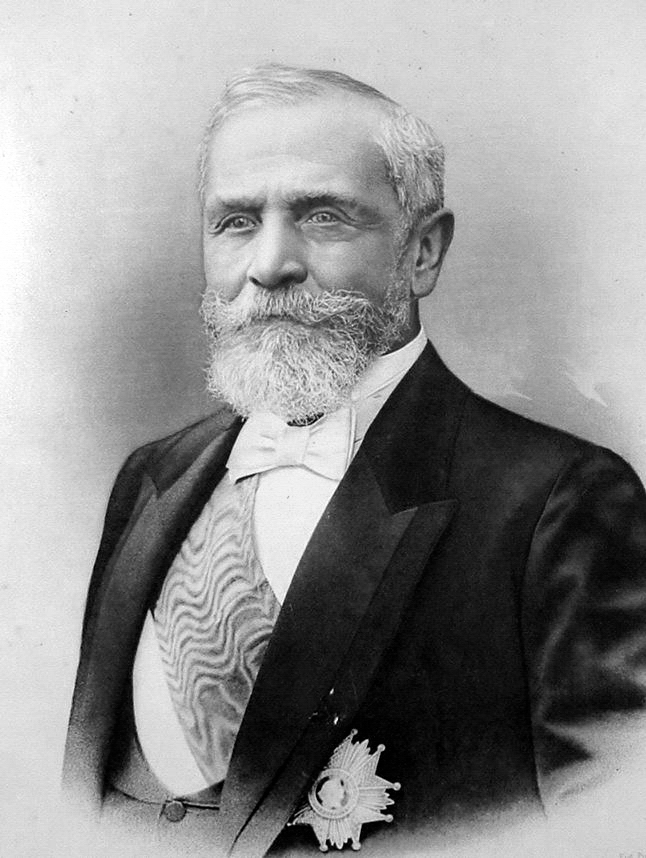
Portrait officiel d'Émile Loubet.

#### Félix Faure(1895-1899)
- Auteur : Pierre Petit
- Lieu :
- Genre : photographie verticale en noir et blanc
- Description :
- Note : il existe un autre portrait officiel
  - Lien externe : Portrait officiel de Félix Faure

- Portrait officiel de Félix Faure[f].

#### Émile Loubet(1899-1906)
- Auteur : Eugène Pirou
- Lieu :
- Genre : photographie verticale en noir et blanc
- Description :
- Note : il existe un autre portrait officiel
  - Lien externe : Portrait officiel d'Émile Loubet

- Portrait officiel d'Émile Loubet[g].

#### Armand Fallières(1906-1913)
- Auteur : Plusieurs photographes
- Lieu :
- Genre : photographie verticale en noir et blanc
- Description :
  - Lien externe : Portrait officiel d'Armand Fallières

- Portrait officiel d'Armand Fallières, debout[h].

#### Raymond Poincaré(1913-1920)
- Auteur :
- Lieu :
- Genre : photographie verticale en noir et blanc
- Description :
  - Lien externe : Portrait officiel de Raymond Poincaré

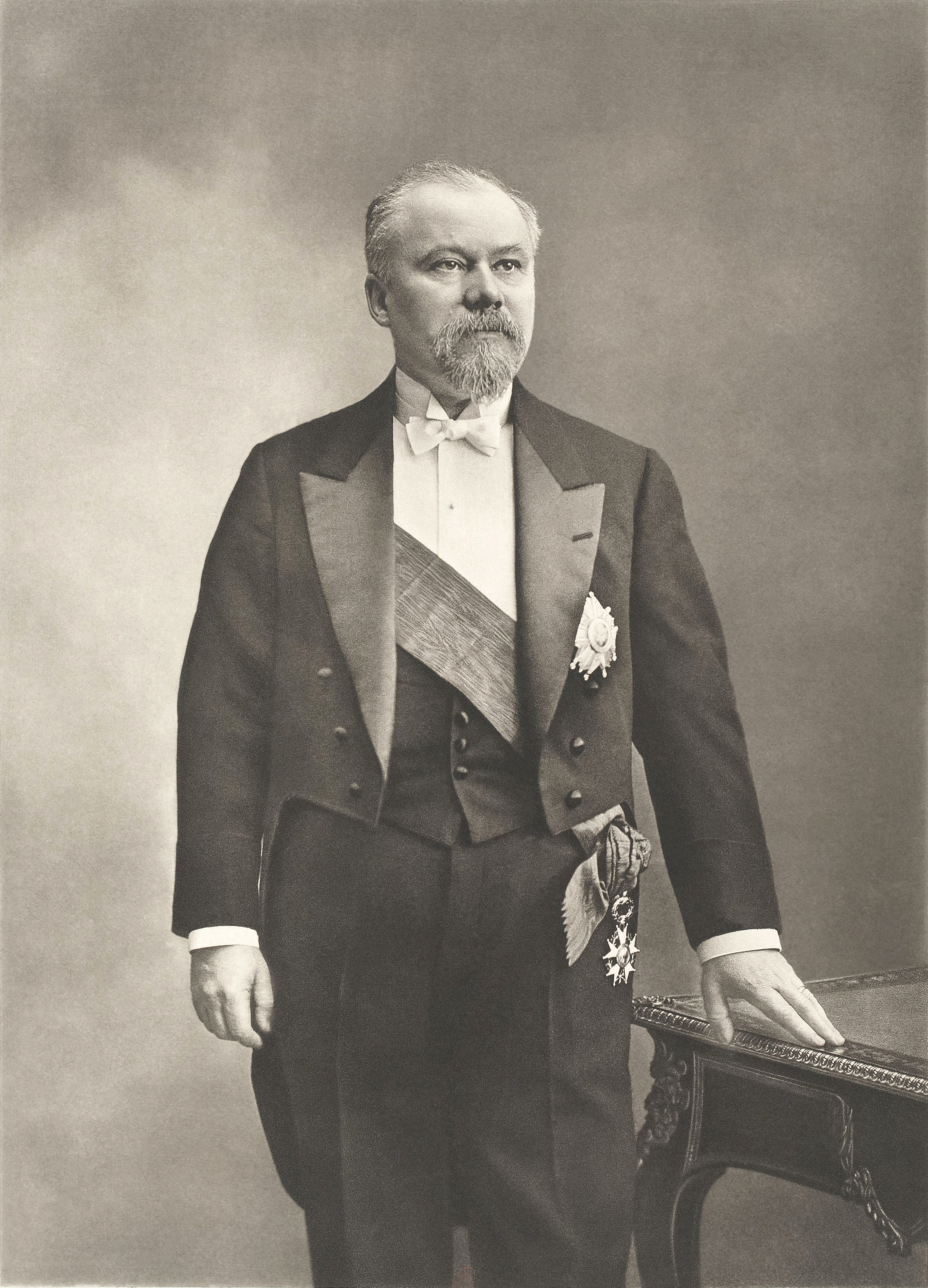
Portrait officiel de Raymond Poincaré[i].
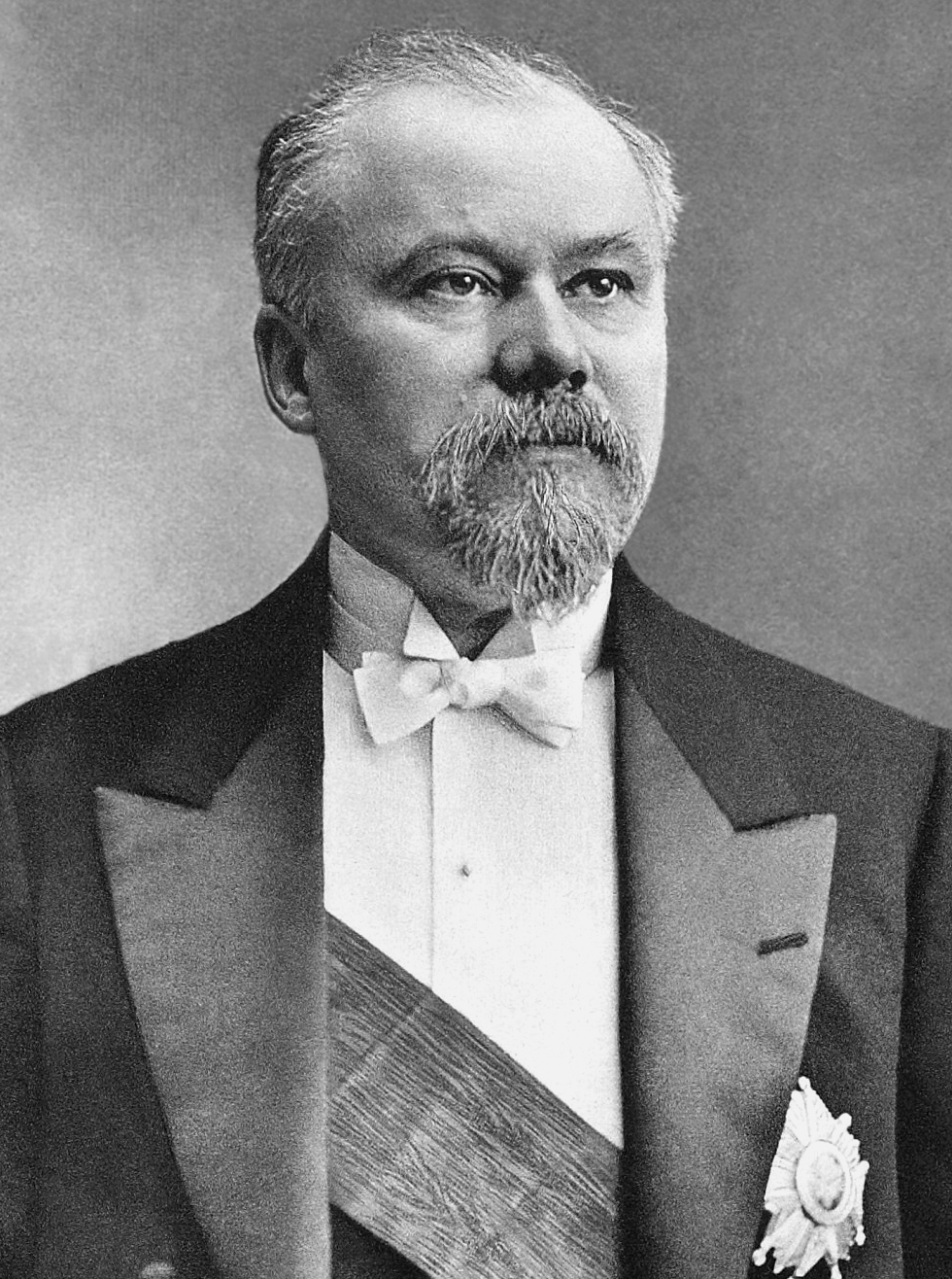
Portrait officiel de Raymond Poincaré (recadré).

#### Paul Deschanel(1920)

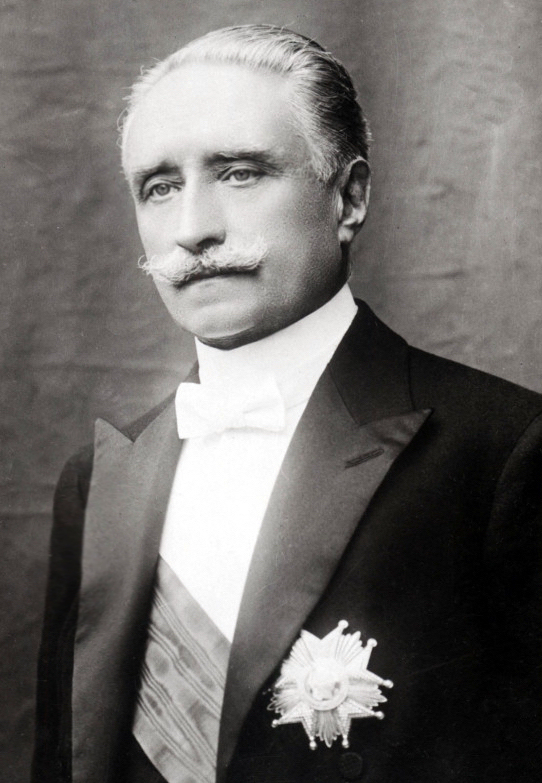
Portrait officiel de Paul Deschanel.

- Auteur :
- Lieu :
- Genre : photographie verticale en noir et blanc
- Description :
  - Lien externe : Portrait officiel de Paul Deschanel

- Portrait officiel de Paul Deschanel[j].

#### Alexandre Millerand(1920-1924)
- Auteur :
- Lieu :
- Genre : photographie verticale en noir et blanc
- Description :
  - Lien externe : Portrait officiel d'Alexandre Millerand

- Portrait officiel d'Alexandre Millerand[k].

#### Gaston Doumergue(1924-1931)
- Auteur :
- Lieu :
- Genre : photographie verticale en noir et blanc
- Description :
  - Lien externe : Portrait officiel de Gaston Doumergue

- Portrait officiel de Gaston Doumergue[l].

#### Paul Doumer(1931-1932)
- Auteur :
- Lieu :
- Genre : photographie verticale en noir et blanc
- Description :
  - Lien externe : Portrait officiel de Paul Doumer

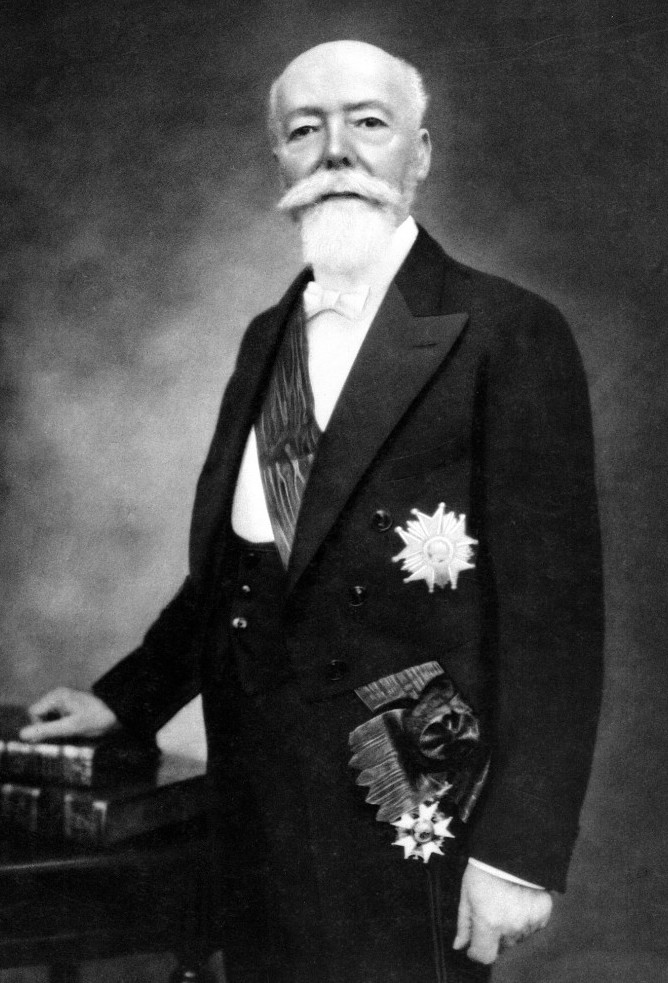
Portrait officiel de Paul Doumer[m].
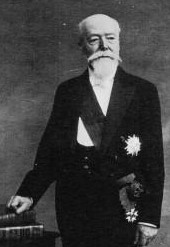
Portrait officiel de Paul Doumer.
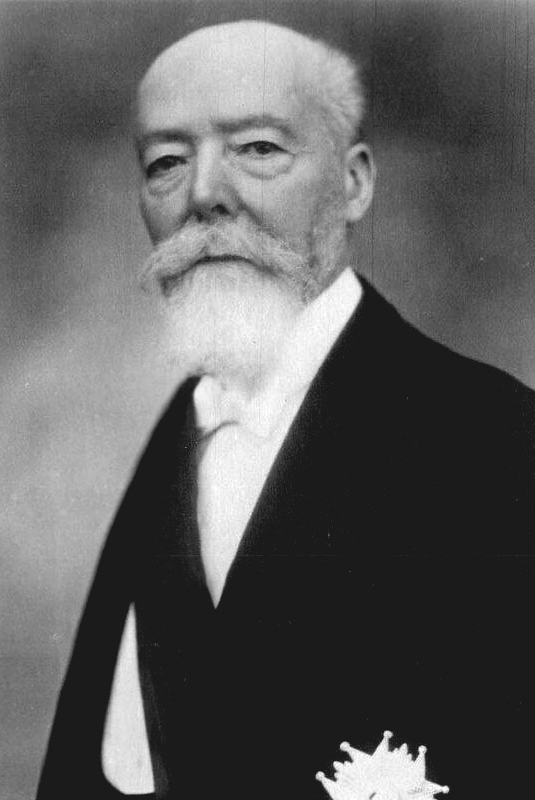
Portrait officiel de Paul Doumer.

#### Albert Lebrun(1932-1940)
- Auteur :
- Lieu :
- Genre : photographie verticale en noir et blanc
- Description :
  - Lien externe : Portrait officiel d'Albert Lebrun

- Portrait officiel d'Albert Lebrun[n].

### Quatrième République

#### Vincent Auriol(1947-1954)
- Auteur : Studio Harcourt
- Lieu :
- Genre :
- Description :
  - Lien externe : Portrait officiel de Vincent Auriol

- Portrait officiel de Vincent Auriol[o].

#### René Coty(1954-1959)
- Auteur :
- Lieu : Salon du palais de l'Élysée
- Genre : Photographie verticale en noir et blanc
- Description : Le président Coty pose, vêtu de la panoplie présidentielle, la main gauche posée sur un livre, le regard tourné vers la source de lumière présentée par la fenêtre du salon dans lequel fut réalisé ce portrait.
  - Lien externe : Portrait officiel de René Coty

### Cinquième République

#### Charles de Gaulle(1959-1969)
- Auteur : Jean-Marie Marcel
- Lieu : Bibliothèque du palais de l'Élysée
- Genre : Photographie verticale en couleurs
- Description : le général de Gaulle se tient debout dans la bibliothèque et porte la panoplie complète du chef de l'État (grands-croix de la Légion d'honneur et collier de Grand Maître de l'ordre de la Libération, dont il est l'unique titulaire). Le premier président de la Ve République ne pose pas avec l'« habit » officiel du président de la République comme les deux présidents de la IVe République, bien qu'il porte les décorations qui vont avec. Il pose avec la plaque de grand croix de la Légion d'honneur en argent et non en vermeil telle qu'elle a été modifiée par décret en 1962. Il revêt en dessous son spencer et « grand blanc » d'officier général (veston blanc avec boutons d'arme, fourreaux d'épaules de général de brigade). Le photographe, Jean-Marie Marcel, « se souvient de son peu de goût pour le rôle du modèle ». C'est lui qui lui demande de porter un regard lointain, sur sa gauche. Le portrait est réalisé en couleur ; la prise de vue a eu lieu dans la bibliothèque du palais de l'Élysée, de Gaulle reposant sa main droite sur deux livres épais : la Constitution de la Ve République et L'Histoire de la Légion d'honneur (le photographe avait pris dans un premier temps l'Histoire de l'armée française du général Weygand, qui avait condamné de Gaulle en 1940)[9],[10]. Il y eut plusieurs variantes, non retenues, où de Gaulle posait en habit militaire[11],[12]. L'une d'elles, en couleurs, apparaît sur la pochette d'un disque vinyle publié par la RTF, contenant l'allocution faite par de Gaulle le 29 janvier 1960 pendant la semaine des barricades[13].
  - Lien externe : Charles de Gaulle par Jean-Marie Marcel

#### Georges Pompidou(1969-1974)
- Auteur : François Pagès
- Lieu : Bibliothèque du palais de l'Élysée
- Genre : Photographie verticale en couleurs
- Description : Comme son prédécesseur, Georges Pompidou se tient debout dans la bibliothèque et porte également la panoplie complète du chef de l'État (grand-croix de la Légion d'honneur et le grand collier de grand maître de la Légion d'honneur). C'est le seul président de la République à porter également la plaque de grand-croix de l'ordre national du Mérite dont il est aussi grand maître. Le deuxième président de la Ve République choisit le même endroit que son prédécesseur pour la pose photographique, à savoir la bibliothèque du palais. Le photographe, François Pagès, officie habituellement pour le magazine Paris Match. Le président regarde cette fois-ci au loin, sur sa droite. 
  - Lien externe : Georges Pompidou par François Pages

#### Valéry Giscard d'Estaing(1974-1981)
- Auteur : Jacques-Henri Lartigue
- Lieu : Cour du palais de l'Élysée
- Genre : Photographie horizontale en couleurs
- Description : Valéry Giscard d'Estaing se tient debout devant un drapeau de la France en mouvement et recouvrant toute la surface du cadre. Le troisième président de la Ve République, qui a axé sa campagne sur son jeune âge et sa modernité, ne respecte pas la tradition de ses prédécesseurs qui posent dans la bibliothèque du palais. En ce sens, son portrait, réalisé par le photographe Jacques-Henri Lartigue, est innovant. Il regarde, lui, droit devant. C'est la première fois qu'un président pose en costume de ville, la Légion d'honneur n'apparaissant qu'en boutonnière.
  - Lien externe : Valéry Giscard d'Estaing par Jacques-Henri Lartigue

#### François Mitterrand(1981-1995)
- Auteur : Gisèle Freund
- Lieu : Bibliothèque du palais de l'Élysée
- Genre : Photographie verticale en couleurs
- Matériel : Leica M
- Description : François Mitterrand est assis et tient dans ses mains le livre Les Essais de Montaigne. Le quatrième président de la Ve République, et le premier président socialiste du régime fait volontairement appel à « cette photographe née dans une riche famille juive de Berlin, rescapée du nazisme ». Comme son prédécesseur, il s'agit d'un plan coupé, le président regardant droit devant lui.
  - Lien externe : François Mitterrand par Gisèle Freund

#### Jacques Chirac(1995-2007)
- Auteur : Bettina Rheims
- Lieu : Jardins du palais de l'Élysée
- Genre : Photographie verticale en couleurs
- Description : Au premier plan, Jacques Chirac est debout, les mains derrière le dos. À l'arrière-plan se trouve le palais de l'Élysée, avec le drapeau français. Le cinquième président de la Ve République pose pour la première fois dans les jardins du palais, et, comme Giscard d'Estaing et Mitterrand, porte seulement un costume de ville, ce qui rajoute à la décontraction de l'ensemble. La chemise bleue du président fait un rappel avec le ciel bleu de Paris.
  - Lien externe : Jacques Chirac par Bettina Rheims

#### Nicolas Sarkozy(2007-2012)
- Auteur : Philippe Warrin
- Lieu : Bibliothèque du palais de l'Élysée
- Date : 21 mai 2007
- Genre : Photographie verticale en couleurs
- Matériel : numérique
- Description : Nicolas Sarkozy est debout, avec les drapeaux français et européen à sa droite et la bibliothèque en arrière-plan. Le drapeau européen apparaît pour la première fois sur un portrait présidentiel[14]. Le sixième président de la Ve République pose, comme certains de ses prédécesseurs, dans la bibliothèque du palais de l'Élysée. La prise de vue est réalisée par Philippe Warrin, photographe habitué des émissions de téléréalité.
  - Lien externe : Nicolas Sarkozy par Philippe Warrin

#### François Hollande(2012-2017)
- Auteur : Raymond Depardon[15]
- Lieu : Jardins du palais de l'Élysée
- Date : 29 mai 2012
- Genre : Photographie format carré en couleurs
- Matériel : Rolleiflex 3,5 E3 (6 × 6 cm) de 1962[15]
- Description : François Hollande est debout en mouvement dans le jardin de l'Élysée. En arrière-plan à gauche sur le mur de la salle des fêtes sont déployés un drapeau européen et un drapeau tricolore.
  - Lien externe : François Hollande par Raymond Depardon

#### Emmanuel Macron(depuis2017)
- Auteur : Soazig de La Moissonnière[16]
- Lieu : Salon doré du palais de l'Élysée[17]
- Date : 24 juin 2017[18]
- Genre : Photographie verticale en couleurs
- Matériel : Canon EOS 5D Mark IV / Canon EF 24-70 mm f/2.8L II USM[19]
- Description : Photographié en plan 3/4, Emmanuel Macron est debout, appuyé sur le bureau présidentiel de style Louis XV, sur lequel sont posés : trois livres de la collection La Pléiade (les Mémoires de guerre du général de Gaulle, ouvert sur la gauche, Les Nourritures terrestres d'André Gide et Le Rouge et le Noir de Stendhal, à droite[20]), l'horloge habituellement utilisée pour le Conseil des ministres, un presse-papier surmonté d'un coq, ainsi que deux iPhone superposés dans lesquels le coq se reflète[17]. En arrière-plan, encadrée par les drapeaux français et européen, la fenêtre ouverte du salon donne sur les jardins de l'Élysée. 
  - Lien externe : Emmanuel Macron par Soazig de la Moissonnière

## Portraits des présidents décédés de laVeRépublique
Depuis l'instauration de la Ve République, il est de tradition d'accrocher au palais de l'Élysée les portraits peints des présidents décédés. Ainsi, en 1981, le président Valéry Giscard d'Estaing commande à Roger Chapelain-Midy un portrait de Charles de Gaulle. Les tableaux des présidents Georges Pompidou et François Mitterrand sont tous deux l'œuvre de Jean-Olivier Hucleux.
En 2013, le président François Hollande annonce que le fort de Brégançon, résidence privée du chef de l'État depuis 1968, sera ouvert au public à partir de l'année suivante. Pour l'occasion, une galerie des portraits des présidents y est installée.